# Mani mani/Yeah!
Mani mani/Yeah! è un singolo di Loretta Goggi, pubblicato nel 1972.

## Descrizione
Il brano Mani mani è un nuovo ballo lanciato dalla Goggi nel varietà televisivo Canzonissima del 1972. La canzone diventa una sorta di tormentone che Loretta ripropone in alcune puntate dello show. Il singolo fu un successo, raggiungendo il quinto posto dei brani più venduti e, secondo le certificazioni della FIMI, il disco vendette seicentomila copie.
Il lato B del disco contiene Yeah!, anch'esso presentato nel corso della trasmissione.

## Tracce
Lato A
1. Mani mani – 2:32 (Dino Verde, Marcello Marchesi e Enrico Simonetti)

Lato B
1. Yeah! – 2:40 (Dino Verde, Marcello Marchesi, Pippo Caruso e Pippo Baudo)